# Vincenzo Natali
Vincenzo Natali (Detroit, 6 gennaio 1969) è un regista, sceneggiatore e produttore canadese, tra i cui lavori più noti figura il film Il cubo.

## Biografia

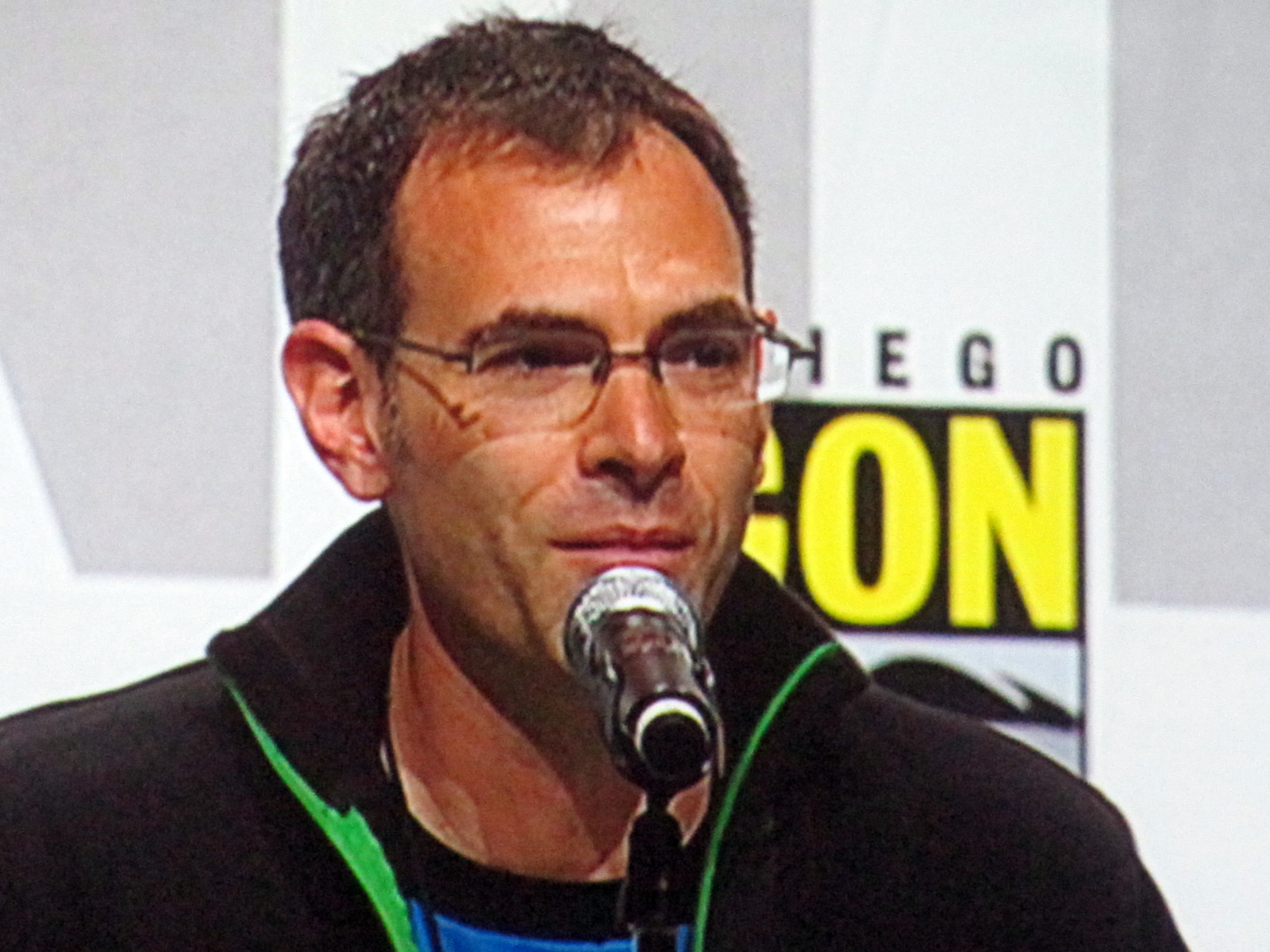
Vincenzo Natali al WonderCon 2010

### Primi anni
Natali è nato a Detroit, nello stato americano del Michigan, da una insegnante di scuola materna e pittrice e un fotografo.
Ha origini italiane e inglesi.
Per ius soli ha anche la cittadinanza statunitense.
Crebbe a Toronto, in Canada, città dove la famiglia si stabilì quando lui aveva un anno.
Durante il liceo conobbe il futuro attore David Hewlett che appare nella maggior parte dei film che Natali ha diretto.
Dopo aver frequentato un corso di cinema alla Ryerson University viene assunto come artista storyboard agli Nelvana Animation Studios. Le sue influenze cinematografiche includono Samuel Beckett, David Cronenberg, e Terry Gilliam.

### Cube - Il cubo
Il debutto cinematografico di Natali dietro la macchina da presa avviene nel 1997 quando dirige il suo primo e più famoso lungometraggio Cube - Il cubo che mescola atmosfere horror alla fantascienza e al thriller psicologico. Il film diviene un successo in tutto il mondo, raggiungendo un nuovo record d'incassi per un film canadese. Ai 19° Genie Awards il film ha ricevuto cinque nomination e ha vinto anche il premio nella categoria Best Canadian First Feature al Toronto International Film Festival.

### Altre attività
Dopo questo successo, Natali dirige Cypher nel 2002 e Nothing l'anno seguente.
Dopo l'uscita di Splice nel 2009, sono state ventilate le notizie degli adattamenti ad opera di Natali de Il condominio di James G. Ballard e un adattamento in 3D del fumetto di Len Wein e Berni Wrightson intitolato Swamp Thing prodotti da Joel Silver. A maggio 2010 un articolo apparso su The Hollywood Reporter, ha tuttavia annunciato che Natali andrà a sostituire Joseph Khan come regista dell'atteso adattamento del romanzo cyberpunk Neuromante di William Gibson. Mentre nel 2015 viene ufficializzato che Natali dirigerà e sceneggerà un adattamento del racconto di Stephen King e Joe Hill intitolato Nell'erba alta.
Nel 2013 realizza la serie horror Darknet, un adattamento della serie giapponese Tori Hada, in onda su Super Channel in Canada. Tra il 2014 e il 2015 ha invece diretto diversi episodi per molte serie televisive fra le quali Hannibal, Hemlock Grove, Ascension e The Strain.
Nel 2022 dirige la serie TV Inverso - The Peripheral prodotta da Amazon.

## Filmografia

### Regista

#### Cinema
- Elevated, cortometraggio (1996)
- Cube - Il cubo (1997)
- Cypher (2002)
- Nothing (2003)
- Getting Gilliam, documentario (2005)
- Quartier de La Madeleine, episodio del film collettivo Paris, je t'aime (2006)
- Splice (2009)
- Haunter (2013)
- Nell'erba alta (In the Tall Grass) (2019)

#### Televisione
- Space Cases – serie TV, episodio 2x02 (1996)
- PSI Factor – serie TV, episodio 2x18 (1998)
- Pianeta Terra - Cronaca di un'invasione – serie TV, episodi 2x10-2x14-2x15 (1998)
- Darknet – serie TV, episodio 1x01 (2013)
- ABCs of Death 2 – serie TV, 1 episodio (2014)
- Hemlock Grove – serie TV, episodio 2x02 (2014)
- Ascension – serie TV, episodio 1x02 (2014)
- Hannibal – serie TV, 6 episodi (2014)
- The Strain – serie TV, episodi 2x12-2x13 (2015)
- The Returned – serie TV (2015)
- Orphan Black – serie TV, episodio 3x09 (2015)
- Wayward Pines – serie TV, episodio 2x06 (2015)
- Westworld - Dove tutto è concesso (Westworld) – serie TV, episodi 1x04-2x02 (2016-2018)
- American Gods – serie TV, episodio 1x05 (2017)
- Lost in Space – serie TV, episodio 1x06 (2018)
- Locke & key – serie TV,  episodi 1x09-1x10 (2020)
- The Stand – serie TV, episodio 1x07-1x08 (2020)
- Cabinet of Curiosities – serie TV (2022-in corso)
- Inverso - The Peripheral (The Peripheral) – serie TV, 8 episodi (2022)